# Ofotfjord
Ofotfjord ou Ofotfjorden est un fjord situé à proximité de Narvik dans le comté de Nordland, dans le nord de la Norvège.